# Prix Éthiophile
Le prix Éthiophile est un prix littéraire annuel créé en 2015 qui récompense des textes francophones, d'Afrique ou des Caraïbes. Le prix porte alternativement sur un genre littéraire : roman, poésie, théâtre, ou essai.
Le prix bénéficie du soutien du ministère de la Culture et de la Francophonie de Côte d'Ivoire.

## Liste des lauréats

### 2015
L’Haïtien Ronald C. Paul pour son premier roman Les Enfants des cyclones, Éditions Le Soupirail.
Finalistes : N’être, de Charline Effah, Éditions La Cheminante, La Maison des épices, de Nafissatou Dia Diouf, Éditions Mémoire d’encrier, La Route des clameurs, d'Ousmane Diarra, Gallimard, Continents noirs.
Prix remis le 1er octobre 2015 à Paris par l’écrivain Jean Rouaud (prix Goncourt 1990).

### 2016
L'Haïtien Makenzy Orcel pour son roman L'Ombre animale, éditions Zulma. Prix spécial du jury : Hemley Boum pour Les Maquisards, Éditions La Cheminante.
Finalistes : Généalogie d’une banalité, de Sinzo Aanza, Éditions Vents d’Ailleurs, Cœur Tambour, de Scholastique Mukasonga, Gallimard, et Les Brasseurs de la Ville, d'Evains Wêche, Éditions Philippe Rey.
Prix remis au Procope, à Paris, par l'universitaire Lilyan Kesteloot.

### 2017
Le Congolais Guy-Alexandre Sounda pour son premier roman Confessions d’une sardine sans tête, Éditions sur le Fil.
Finalistes : Mon royaume pour une guitare, de Kidi Bebey, Éditions Michel Lafon, Et ton absence se fera chair, de Siham Bouhlal, Éditions Yovana, L’Appel de la lune, de Tidiane N'Diaye, Gallimard, Continents noirs, La Reine du tango, d'Akli Tadjer, Éditions J.-C. Lattès, et Celui qui est digne d'être aimé, d'Abdellah Taïa, Éditions du Seuil.
Prix remis le 30 septembre 2017 au Procope, à Paris, par l'écrivain Daniel Maximin,.

### 2018
La Martiniquaise Véronique Kanor pour son recueil de poésies Combien de solitudes..., Éditions Présence africaine, Poésie.
Finalistes : Furigraphie, de Hawad, Gallimard poésie, En passant par Tombouctou, de Chekib Abdessalam, Éditions alfAbarre, Gestuaire, de Sylvie Kandé, Gallimard.
Prix remis le 22 septembre 2018 au Procope, à Paris, par la poète Anne-Lise Blanchard.

### 2019
L'Ivoirien Gauz pour son roman Camarade Papa, Le Nouvel Attila.
Finalistes : Le Livre d’Amray, de Yahia Belaskri, Éditions Zulma, Je suis seul, de Beyrouk, Éditions Elyzad, Frère d'âme, de David Diop, Éditions du Seuil, Vert Cru, de Touhfat Moutare, Éditions KomEDIT, Moroni (Comores).
Prix remis le 21 septembre 2019 au Procope, à Paris, par l'écrivain Vénus Khoury-Ghata.

### 2020
La Rwandaise Beata Umubyeyi Mairesse pour Tous tes enfants dispersés, aux éditions Autrement.
Finalistes : Amour, Patrie et Soupe de crabe, de Johary Ravaloson aux éditions Dodo Vole, Pourquoi tu danses quand tu marches ?, de Abdourahman A. Wabéri, aux éditions Lattès, Impasse Verlaine, de Dalie Farah aux éditions Grasset.
Prix remis le 19 septembre 2020 au Bouillon Racine, à Paris, par Pierre Brunel.

### 2021
Le Camerounais Marc Alexandre Oho Bambe pour Les Lumières d'Oujda, Calmann-Lévy.
Finalistes : Les Funambules, de Mohammed Aïssaoui, Gallimard, La Mer Noire dans les Grands Lacs, de Annie Lulu, Éditions Julliard, Bloody Kongo, de Dina Mahoungou, Éditions L'Harmattan, Le Diable parle toutes les langues, de Jennifer Richard, Albin Michel.
Prix remis le 2 octobre 2021 au Bouillon Racine, à Paris, par Pierre Brunel.

### 2022
La Martiniquaise Valérie Cadignan pour L'Enfant du morne, Présence Africaine.
Finalistes : Soleil à coudre, de Jean D'Amérique, Actes Sud, Parias, de Beyrouk, Éditions Sabine Wespieser, Le Trio bleu, de Ken Bugul, Présence Africaine, Le Duel des grand-mères, de Dadié Dembélé, J.-C. Lattès, Entre les jambes, de Huriya, Le Nouvel Attila.
Prix remis le 1er octobre 2022 au Bouillon Racine, à Paris, par Pierre Brunel.

### 2023
La libano-ivoirienne Salma Kojok pour Noir Liban, aux Éditions Érick Bonnier,.
Finalistes : Saara, de Beyrouk, Éditions Elyzad, L'odeur d'un homme, de Fatma Bouvet de la Maisonneuve, Au Pont 9, Le Commerce des allongés, d'Alain Mabanckou, Éditions du Seuil, Mes deux papas, d'Eric Mukendi, Gallimard, Continents Noirs, Les lieux qu'habitent mes rêves, de Felwine Sarr, Gallimard, L'Arpenteur
Prix remis le 27 septembre 2023 à l’Institut de France par Pierre Brunel.

### 2024
Le Marocain Khalid Lyamlahy pour Évocation d'un mémorial à Venise, Présence Africaine.
Finalistes : Mon Cœur bat vite, de Nadia Chonville, Mémoire d’Encrier, L’Enfant vaudou, de Philippe Pango, L’Harmattan, Plus haut que la Tour Eiffel, de Kohndo, Jean-Claude Lattès, et Mélodie pour une Douleur, de Sami Tchak, Éditions Continents.
Prix remis le 3 décembre 2024 au Bouillon Racine, à Paris, par Pierre Brunel.

## Jury
Président : Pierre Brunel, membre de l'Institut ; vice-présidente : Marie-José Hourantier, professeur des universités titulaire de l'École normale supérieure d'Abidjan, écrivain et metteur en scène ; secrétaire-générale et chargée de communication : Florence de Rougemont, linguiste (Genève) ; trésorière : Valérie Faranton, inspectrice d'académie, inspecteur pédagogique régional de Lettres ; Frédéric Almaviva, comédien et céramiste, Anne-Lise Blanchard, poète et écrivain ;  Jean Derive, professeur des universités (Chambéry) ; Christiane Fioupou, professeur des universités (Toulouse) et traductrice ; Romuald Fonkoua, professeur de littératures francophones à la Sorbonne, rédacteur en chef de la revue Présence africaine ; Béatrice N'Guessan Larroux, professeur des Universités, Université Félix Houphouët-Boigny d’Abidjan ; Alexandre Poussin, écrivain-voyageur. (liste mise à jour en septembre 2024)
Membre d’honneur : l'écrivaine Maryse Condé.
Anciens membres : Chekib Abdessalam, écrivain, éditeur (éditions Alfabarre), Anne Bégenat Neuschäffer (†), Yves Bergeret, Justin K. Bisanswa, Lilyan Kesteloot (†), Vénus Khoury-Ghata, Martine de Rougemont (†), Papa Samba Diop (président du jury de 2015 à 2018), Véronique Tadjo, Sami Tchak, Colette Scherer, Hemley Boum, écrivain, Alain Vuillemin, Jean-François Labouverie, metteur en scène.